# Reginald DuValle
Reginald DuValle (* 1893 in Indianapolis; † 1953 ebenda) war ein US-amerikanischer Jazz-Musiker (Piano, Banjo, Akkordeon), Bandleader und Musikpädagoge, in seiner Heimatstadt bekannt als „The Elder Statesman of Jazz“ und „The Rhythm King“ .
Reginald DuValle bleibt vor allem durch seine Verbindung mit Hoagy Carmichael in Erinnerung, dessen Lehrer er war. Er brachte Carmichael 1916 Jazz und Blues nahe und vermittelte ihm die Fähigkeit auf dem Klavier zu improvisieren. DuValle war ein in Indianapolis bekannter Bandleader und Pianist. Nachdem er in den Bands von Noble Sissle und Russell Smith Klavier gespielt hatte, gründete er um 1920 seine eigene Formation, genannt The DuValle Blackbirds. Sie traten ab 1927 als Hausband im Madame Walker Theatre auf und spielten auf Tanzbällen rund um die Stadt wie auch an der Indiana University und der Purdue University. Angekündigt als the Rhythm King hatte er auch ein wöchentliches 15-minütiges Programm bei der Radiostation WKBF. Während der Weltwirtschaftskrise ab 1929 war DuValle weiterhin als Bandleader aktiv, musste aber einen Brotjob bei der Linco Gas Company annehmen. Für diese Gesellschaft ging er auch als Akkordeonist mit dem Lincoln Safety Train auf Werbetournee. Duvalle blieb bis zu seinem Tod im Jahr 1953 als Musiker aktiv.
Sein Sohn Reggie DuValle (1927–2010) war Jazz-Posaunist und Musikpädagoge. Er berichtete später, dass sein Vater einen Stil ähnlich dem Stride-Piano spielte.